# Тимошенко Тамара Миколаївна
Тамара Миколаївна Тимошенко (14 серпня 1948, с. Лучин — 26 травня 2000, Київ) — українська самодіяльна художниця.

## Життєпис
Народилася Тамара 14 серпня 1948 року в хліборобській родині Антоніни та Миколи Тимошенків в мальовничому селі Лучин Попільнянського району Житомирської області. Тепер це село Корнинської громади Житомирського району.
Інвалід з дитинства, прикута до ліжка після трагічного випадку в п'ятирічному віці і запізнілого невдалого лікування.
Дистанційно навчалася у Московському державному заочному народному університеті культури (1985—1990).
Останні роки життя мешкала у Києві в помешканні, придбаному для талановитого самородка меценатом. Канадська діаспора подарувала їй модерновий візок для пересування (1995)
Померла 26 травня 2000 року у Києві.

## Творчість
Малювати почала в юному віці. Самоучка.
Всього створила (малюючи покрученими руками і ротом-кульковою ручкою) 39 малюнків, картин. Лише 8 із них залишились в Україні. Решта знаходяться в приватних колекціях світу.
Картини відтворюють складний світ людини, прикутої до ліжка та яка не втрачає оптимізму, жаги до життя. Вражає серія її малюнків: «Мої запитання»,"Питальні знаки України". Найдорожчою для неї була робота «Моє життя».
Всього відбулося шість приватних виставок майстрині. Перша приватна виставка робіт у Житомирі (1988).
Приватна виставка творів в Торонто (Канада) — 1994.
Авторка чотирьох прозових творів «Осінні етюди»(та одноіменного малюнку), опублікованих в газеті «Хата» (лютий 1996).
Наставниця і подруга самодіяльної художниці - односельчанки Надії Миколайчук(Сиротюк).
Творчість Тимошенко Т.М. високо оцінила мистецтвознавець Анна Баскакова(м.Москва.1990)
Опубліковані твори
- Тамара Тимошенко. Осінні етюди // Хата. — № 2 (9). — 1996. — лютий. — С. 7.
- Тамара Тимошенко. Репродукція малюнку «Питальний знак України» в постійній рубриці «Хатній вернісаж». Хата.№ 8(27).-1997, серпень, с.8

## Родина
Старша сестра Лариса Миколаївна мешкає в Києві.